# 효종갱
효종갱(曉鐘羹)은 조선 시대에 끓여먹었던 해장국이다. 이름의 뜻은 '새벽에 종이 울릴 때 먹는 국'이라는 뜻이다.

## 개요
조선 시대 당시 술을 마신 후 술기운을 풀기 위해서 먹었던 음식이며 오늘날의 해장국에 속한다. 현재의 해장국과는 달리 콩나물, 소갈비, 송이버섯, 전복 등을 넣고 토장에 섞어서 끓야내며 주로 새벽에서 아침에 속풀이로 먹는다. 조선 시대 당시에는 새벽에 종이 울리게 되는데 이 때 술 마신 후 속풀이로 먹는 음식이 효종갱이다. 
일부에서는 조선 17대 왕인 조선 효종(孝宗)의 묘호에서 본따왔다는 일설도 있으나 실질적으로는 새벽 효(曉)에 쇠북 종(鐘)을 쓰기 때문에 관련은 없다.

## 재료
현대의 해장국과는 다르게 소갈비, 송이버섯, 전복 등이 들어가는 것이 특징이며 토장에 섞어서 끓여낸다. 